# 山西蟹甲草
山西蟹甲草（学名：Parasenecio dasythyrsus）为菊科蟹甲草属的植物，是中国的特有植物。分布在中国大陆的山西、陕西、甘肃等地，生长于海拔700米至1,200米的地区，多生于山坡草地，目前尚未由人工引种栽培。

## 异名
- Cacalia dasythyrsa Hand.-Mazz.